# Annawon
Annawon, prema Specku (1928) jedna od 9 glavnih skupina Wampanoag Indijanaca, a po Sultzmanu čine jedno od plemena konfederacije Wampanoag. Ime Annawon (kod Hodgea Annawan) osobno je ime poglavice-sagamore (Chief White Shell) pod zapovjedništvom Kralja Philipa. 
Annawon je sa svojim Wampanoagima izbjegao u močvare Squannoconk, oko 8 milja od Taunton Greena, na jugu Rehobotha, gdje se sklonio na jedan otok poznat po stijenama koje će po njemu, nakon što ga je zarobio general Church, dobit ime Annawon's Rock.